# 長管蚜
長管蚜（学名：Aulacorthum cirsicola）为常蚜科藤蚜屬下的一个种。